# Chigny VD
| VD ist das Kürzel für den Kanton Waadt in der Schweiz. Es wird verwendet, um Verwechslungen mit anderen Einträgen des Namens Chigny zu vermeiden. |

Chigny ([ʃini] oder [ʃiɲi], im einheimischen frankoprovenzalischen Dialekt [(a) ʒəˈɲiː]) ist eine politische Gemeinde im Distrikt Morges des Kantons Waadt in der Schweiz.

## Geographie
Chigny liegt auf 445 m ü. M., 2 km nordwestlich der Bezirkshauptstadt Morges (Luftlinie). Das Bauerndorf erstreckt sich an einem leicht nach Süden geneigten Hang westlich des Tals der Morges, in aussichtsreicher Lage rund 70 m über dem Seespiegel des Genfersees.
Die Fläche des nur gerade 0,9 km² grossen Gemeindegebiets umfasst einen kleinen Abschnitt des Waadtländer Mittellandes im Hinterland von Morges. Der Gemeindeboden erstreckt sich von der ebenen Fläche nördlich des Genfersees nordwärts bis auf die angrenzenden Hänge. Unterhalb von Vufflens-le-Château wird mit 462 m ü. M. der höchste Punkt von Chigny erreicht. Die östliche Begrenzung bildet das leicht in die Hügel und Plateaus eingetiefte und bewaldete Tal der Morges. Von der Gemeindefläche entfielen 1997 17 % auf Siedlungen, 5 % auf Wald und Gehölze und 78 % auf Landwirtschaft.
Zu Chigny gehören neben dem inmitten der Rebhänge gelegenen kompakten alten Ortskern der Weiler La Motte (440 m ü. M.) südwestlich des Dorfes sowie die Einfamilienhaussiedlungen La Morgette (410 m ü. M.) am linken Talhang der Morges und L'Eglantine (425 m ü. M.) auf dem Plateau unterhalb des Dorfes. Nachbargemeinden von Chigny sind Morges, Tolochenaz, Lully und Vufflens-le-Château.

## Bevölkerung
Mit 422 Einwohnern (Stand 31. Dezember 2023) gehört Chigny zu den kleinen Gemeinden des Kantons Waadt. Von den Bewohnern sind 85,3 % französischsprachig, 4,3 % englischsprachig und 3,5 % deutschsprachig (Stand 2000). Die Bevölkerungszahl von Chigny belief sich 1850 auf 119 Einwohner, 1900 auf 147 Einwohner. Seit 1960 (115 Einwohner) setzte eine rasche Bevölkerungszunahme mit einer Verdoppelung der Einwohnerzahl innerhalb von 40 Jahren ein.

## Wirtschaft

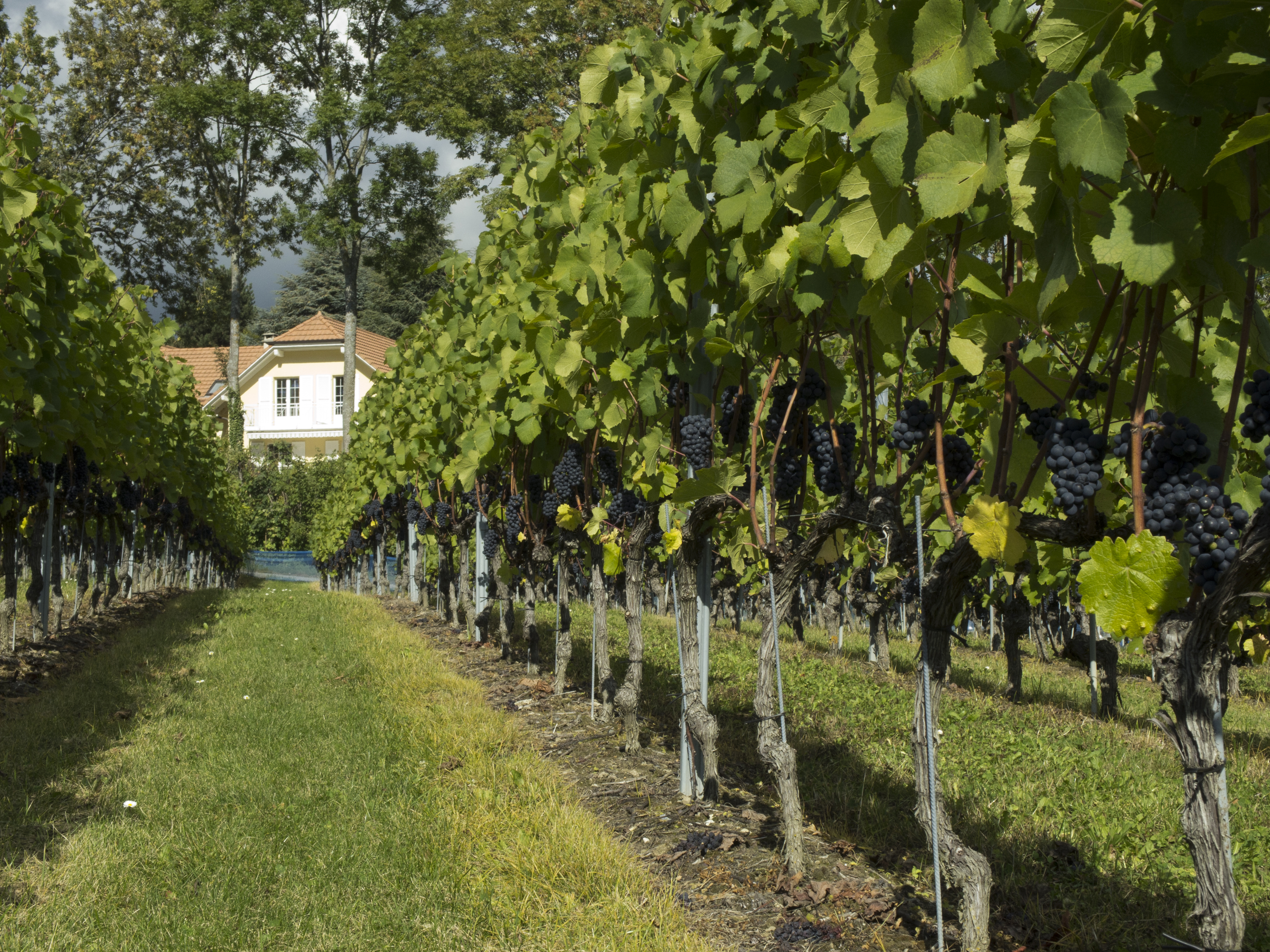
Weinbau

Chigny war bis in die zweite Hälfte des 20. Jahrhunderts ein vorwiegend durch die Landwirtschaft geprägtes Dorf. Noch heute haben der Weinbau an den Südhängen um das Dorf und der Ackerbau auf dem Plateau unterhalb von Chigny eine wichtige Bedeutung in der Erwerbsstruktur der Bevölkerung. Weitere Arbeitsplätze sind im lokalen Kleingewerbe und im Dienstleistungssektor vorhanden. In den letzten Jahrzehnten hat sich das Dorf dank seiner attraktiven Lage zu einer Wohngemeinde entwickelt. Viele Erwerbstätige sind deshalb Wegpendler, die vor allem in Morges und Lausanne arbeiten.

## Verkehr
Die Gemeinde liegt zwar abseits grösserer Durchgangsstrassen, ist aber verkehrstechnisch trotzdem gut erschlossen. Sie liegt an der Kantonsstrasse von Morges nach Vufflens-le-Château. Der Autobahnanschluss Morges-Ouest an der 1964 eröffneten A1 (Genf-Lausanne) ist rund 2 km von Chigny entfernt. Am 1. Juli 1895 wurde die Schmalspurbahn Bière–Apples–Morges mit einer Haltestelle bei Chigny in Betrieb genommen.

## Geschichte
Die erste urkundliche Erwähnung des Ortes erfolgte 1221 unter dem Namen Chinie. 1228 erschien die Schreibweise Chinni und 1232 Chignie. Der Ortsname leitet sich vermutlich vom Personennamen Canius ab. Seit dem Mittelalter gehörte Chigny zur Herrschaft Vufflens-le-Château. Mit der Eroberung der Waadt durch Bern im Jahr 1536 kam das Dorf unter die Verwaltung der Vogtei Morges. Nach dem Zusammenbruch des Ancien Régime gehörte Chigny von 1798 bis 1803 während der Helvetik zum Kanton Léman, der anschliessend mit der Inkraftsetzung der Mediationsverfassung im Kanton Waadt aufging. 1798 wurde es dem Bezirk Morges zugeteilt. Chigny besitzt keine eigene Kirche, es gehört seit der Reformation zur Pfarrei Vufflens-le-Château.